# Stazione di Getafe Centro
La stazione di Getafe Centro è una stazione ferroviaria che sorge lungo la ferrovia Móstoles-Madrid-Parla. L'impianto, che è a servizio del comune di Getafe nella comunità autonoma di Madrid, è il più centrale tra tutti quelli presenti nel territorio comunale.

## Storia
La stazione originaria faceva parte della ferrovia Madrid-Ciudad Real, costruita dalla Compañía de los Ferrocarriles de Ciudad Real a Badajoz y de Almorchón a Bélmez e inaugurata nel 1879. Tuttavia, appena un anno dopo la sua inaugurazione, le strutture passarono nelle mani della società Compañía de los Ferrocarriles de Madrid a Zaragoza y Alicante, che aveva annesso la prima.
Inizialmente chiamata Getafe-Directa, per differenziarla dall'altra stazione che esisteva nel comune, dal 1912 fu ribattezzata Getafe-Badajoz.
Nel 1941, con la nazionalizzazione delle ferrovie a scartamento iberico, gli impianti passarono nelle mani della neonata RENFE.
Nel 1981 il percorso è stato elettrificato e la stazione è stata integrata nella nuova rete delle Cercanías di Madrid, cambiando il suo nome in quello attuale.
Nel 1988 la storica linea Madrid-Ciudad Real è stata parzialmente chiusa e da quella data la stazione fa parte della ferrovia Móstoles-Parla.
In previsione dell'apertura della stazione metropolitana, nel 1998 sono iniziati i lavori di costruzione del nuovo fabbricato passeggeri e di interramento della linea ferroviaria nella tratta che attraversava l'area urbana di Getafe.
Dal 1º luglio al 31 agosto 2021 la stazione ferroviaria è rimasta chiusa per lavori sulla tratta da Getafe Sector 3 a Las Margaritas Universidad. In sostituzione, erano stati istituiti dei servizi di autobus gratuiti numerati G1 (Getafe Sector 3 - Getafe Centro - Las Margaritas) e G2 (Getafe Centro - Villaverde Alto) che si fermavano vicino alla stazione.

## Movimento
Dalla stazione di Getafe Centro transitano i treni della linea C-4 della rete di Cercanías di Madrid, esercita da Renfe Operadora.

## Servizi
- Ascensore
- Parcheggio di interscambio

## Interscambi
La stazione consente l'interscambio con la fermata Getafe Central, capolinea della linea 12 della metropolitana di Madrid
Nelle vicinanze della stazione effettuano fermata alcune linee automobilistiche urbane ed extraurbane, gestite da EMT Madrid.
- Fermata metropolitana (Getafe Central, linea 12)
- Fermata autobus